# Pan (Mond)
Pan (auch Saturn XVIII) ist der (von innen gezählt) zweite und einer der kleineren der 274 bekannten Monde des Planeten Saturn. Er ist der Schäfermond der Encke-Teilung und der innere der beiden Monde innerhalb des A-Rings der Saturnringe.

## Entdeckung und Benennung
Pan wurde am 16. Juli 1990 von dem Astronomen Mark R. Showalter bei der Auswertung von Aufnahmen der Raumsonde Voyager 2 aus dem Jahre 1981 in den Saturnringen entdeckt.

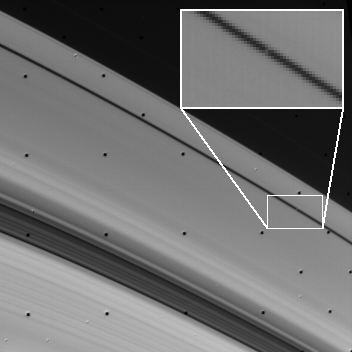
Voyager-Bild vom 22. August 1981 von Pan in der Encke-Teilung

Die Existenz eines Mondes innerhalb der Encke-Teilung war bereits von Jeffrey N. Cuzzi und Jeffrey D. Scargle im Jahre 1985 vorausgesagt worden. Auf den Aufnahmen der Raumsonde Voyager 2 zeigten sich Wellenmuster im Ringsystem, die auf gravitative Störungen hinwiesen. Showalter und andere Astronomen berechneten 1986, welcher Himmelskörper für die Störungen verantwortlich sein könnte. Sie trafen eine ziemlich präzise Vorhersage über dessen Bahn (133.603 ± 10 km) und Masse (5…10·10−12 Saturnmassen) und folgerten, dass sich nur ein einzelner Mond innerhalb der Teilung bewegen könne. Die Angaben der Umlaufbahn wichen folglich nur um 19 km von der später beobachteten ab, die tatsächliche Masse beträgt 8,6 × 10−12 Saturnmassen.
Der Mond wurde später innerhalb von 1° der vorausberechneten Position gefunden. Dabei wurden alle Voyager-2-Fotos ausgewertet, wobei wiederum mittels Computer berechnet wurde, unter welchen Bedingungen der Mond auf jedem Bild am besten erkennbar sein müsste. Pan war schließlich auf 11 Voyager-Aufnahmen sichtbar, die in der Zeitspanne von 48 Stunden vor der größten Annäherung an Saturn gemacht wurden. Jede Aufnahme mit einer Auflösung besser als 50 Kilometer pro Pixel ließ den Mond klar erkennen.
Die Entdeckung wurde am 16. Juli 1990 von der Internationalen Astronomischen Union (IAU) bekanntgegeben; der Mond erhielt zunächst die vorläufige Bezeichnung S/1981 S 13, die aufgrund des Voyager-Vorbeifluges auf 1981 zurückdatiert wurde. Pan war der 18. entdeckte Mond von Saturn, was auch seiner römischen Nummerierung XVIII entspricht. Bis zur Entdeckung von S/2009 S 1 am 26. Juli 2009 war Pan der innerste bekannte Saturnmond.

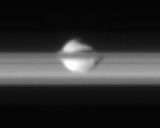
Aufnahme von Pan durch die Raumsonde Cassini aus einer Entfernung von 209.000 km

Am 16. September 1991 wurde er dann nach Pan aus der Griechischen Mythologie benannt. Pan war der Sohn des Hermes, der Stammvater der Satyren und der Hirten- und Herdengott. Der Name spielt auf die Funktion des Mondes als Schäfermond an. Seiner Gestalt nach ist er eine Chimäre aus Menschenoberkörper mit einem gehörnten Kopf mit Bart und dem Unterkörper eines Ziegenbockes. Durch seine Gestalt erschrocken, wurde er von seiner Mutter Dryope ausgesetzt. Hermes brachte ihn in den Olymp, wo Pan jedoch keinen Platz erhielt und von Hermes auf die Insel Kreta gebracht wurde.
Nach anderen Quellen war Pan ein Sohn des Zeus und der Kallisto bzw. des Zeus und der Nymphe Hybris. Nach einer weiteren Erzählung ist Pan ein Sohn des Kronos (Saturn) und der Amaltheia, also ein Halbbruder des Zeus. Die Amaltheia, die auch als Ziegengestalt beschrieben wird, war zugleich die Amme des Zeus.
Nach Pan ist die Panflöte benannt, und das Wort Panik leitet sich ebenfalls aus seinem Namen ab. Durch seine Gestalt und seinem als wollüstig geltendem Verhalten wurde der Hirtengott Pan ab dem Mittelalter vom Christentum negativ umgedeutet und oft als Personifizierung des Teufels angesehen. Er entspricht in der Römischen Mythologie dem Faunus, der der Enkel von Saturn war.
Von 1955 bis 1975 wurde der 1938 entdeckte und zuvor als Jupitermond XI bekannte Jupitermond Carme auch manchmal Pan genannt.

## Bahneigenschaften

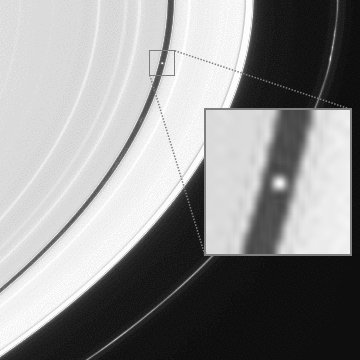
Cassini-Bild von Pan in der Encke-Teilung

### Umlaufbahn
Pan umkreist Saturn auf einer prograden, fast perfekt kreisförmigen Umlaufbahn in einem mittleren Abstand von rund 133.580 km (ca. 2,2 Saturnradien) von dessen Zentrum, also 73.316 km über dessen Wolkenobergrenze. Die Bahnexzentrizität beträgt etwa 0, die Bahn ist auch kaum gegenüber dem Äquator von Saturn geneigt, liegt also genau in der Äquatorebene des Planeten.
Die Umlaufbahn des nächstinneren Mondes S/2009 S 1 ist im Mittel etwa 16.500 km von Pans Orbit entfernt, die Entfernung der Bahn des nächstäußeren Mondes Daphnis beträgt im Mittel 2.900 km.
Pan umläuft Saturn in 13 Stunden und 48 Minuten und benötigt damit etwa 2 Stunden und 28 Minuten länger als der innere Nachbar S/2009 S 1.
Pan befindet sich nahe einer 16:15-Resonanz mit Prometheus mit einer Periode von 108 Tagen und einer Amplitude von etwa 3 km in Richtung des Orbits.
Der Mond umläuft Saturn innerhalb eines kritischen Abstandes, der sogenannten Roche-Grenze. Er ist aber wohl zu klein, um durch Differenzen der Gravitationskräfte zerrissen zu werden.

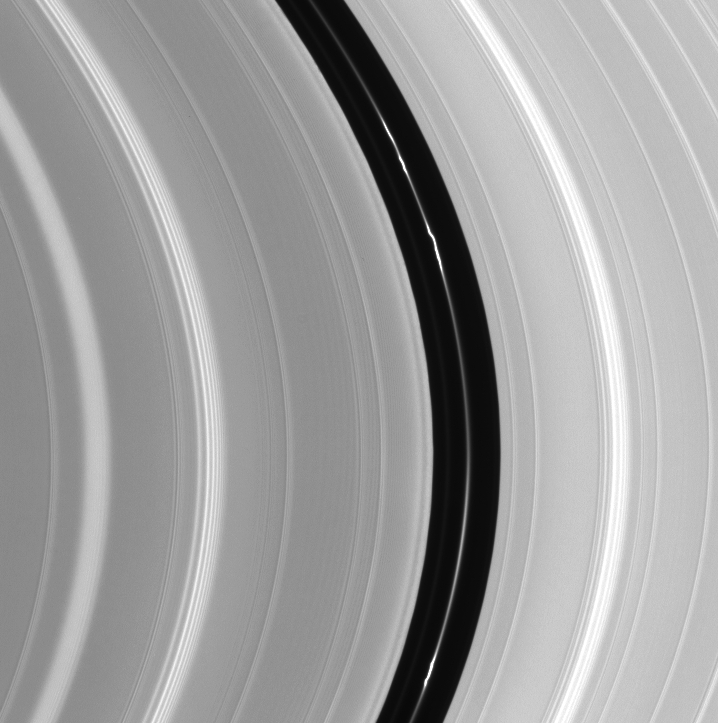
Cassini-Bild der schmalen Ringlets in der Encke-Teilung

### Pan-Ringlets
Der Mond läuft in der 325 km breiten nach Johann Franz Encke benannten Encke-Teilung des A-Rings um den Planeten. Er ist dabei als Schäfermond wirksam und bewirkt mit seiner Gravitation, dass die Encke-Teilung weitgehend frei von Ringpartikeln bleibt.
Die Encke-Teilung, die etwa 3.000 km von der Außenkante des A-Rings entfernt ist, enthält einen schmalen Ring („Ringlet“), der mit der Umlaufbahn von Pan zusammenfällt, was darauf hinweist, dass Pan die Ringpartikel in einer Hufeisenumlaufbahn aufrechterhält. Ein zweiter, schwächerer schmaler Ring wird von Pan periodisch gestört, ähnlich wie die Störungen des weiter außen liegenden F-Rings durch den Mond Prometheus. Wissenschaftler haben keine Bahnstörungen des Pan-Orbits durch weiter außen laufende Monde beobachtet.

### Rotation
Die Rotationszeit ist gleich der Umlaufzeit und Pan weist damit, wie der Erdmond, eine synchrone Rotation auf.

## Physikalische Eigenschaften

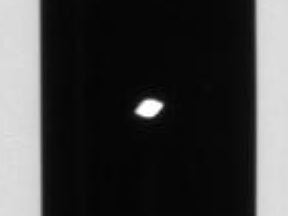
Cassini-Bild vom walnussförmigen Pan

### Größe
Pan hat einen mittleren Durchmesser von 28,2 km. Auf den Aufnahmen der Cassini-Huygens-Sonde erscheint Pan als ein unregelmäßig geformtes längliches Objekt mit Abmessungen von 34 km × 32 km × 20 km, wobei die Längsachse auf Saturn ausgerichtet ist. Wissenschaftler der Cassini-Mission beschrieben Pan als ein walnussförmiges Objekt, das an dessen Äquator eine Ausbuchtung aufweist, ähnlich einer Pelmeni. Dieser Äquatorialkamm ist durch das Aufsammeln von Ringmaterial der Encke-Teilung zustande gekommen. Andere bisher bekannte Monde mit solchen vergleichbaren Ausbeulungen sind Atlas und Iapetus.
Die Gesamtfläche von Pan beträgt schätzungsweise 2.500 km².

### Innerer Aufbau
Seine mittlere Dichte ist mit 0,42 g/cm³ weitaus geringer als die der Erde und sogar wesentlich niedriger als die Dichte von Saturn; sie ist so niedrig, dass Pan auf Wasser schwimmen würde. Dies weist darauf hin, dass der Mond überwiegend aus Wassereis zusammengesetzt ist.
Dass Pan Saturn innerhalb der Roche-Grenze umläuft, weist darauf hin, dass er entweder eine sehr feste innere Struktur hat, oder dass er zu den sogenannten Rubble Piles gehört, die durch die vergleichsweise schwache Gravitation im Innern Hohlräume aufweisen. Durch die extrem niedrige mittlere Dichte ist die letztgenannte Hypothese wahrscheinlicher.

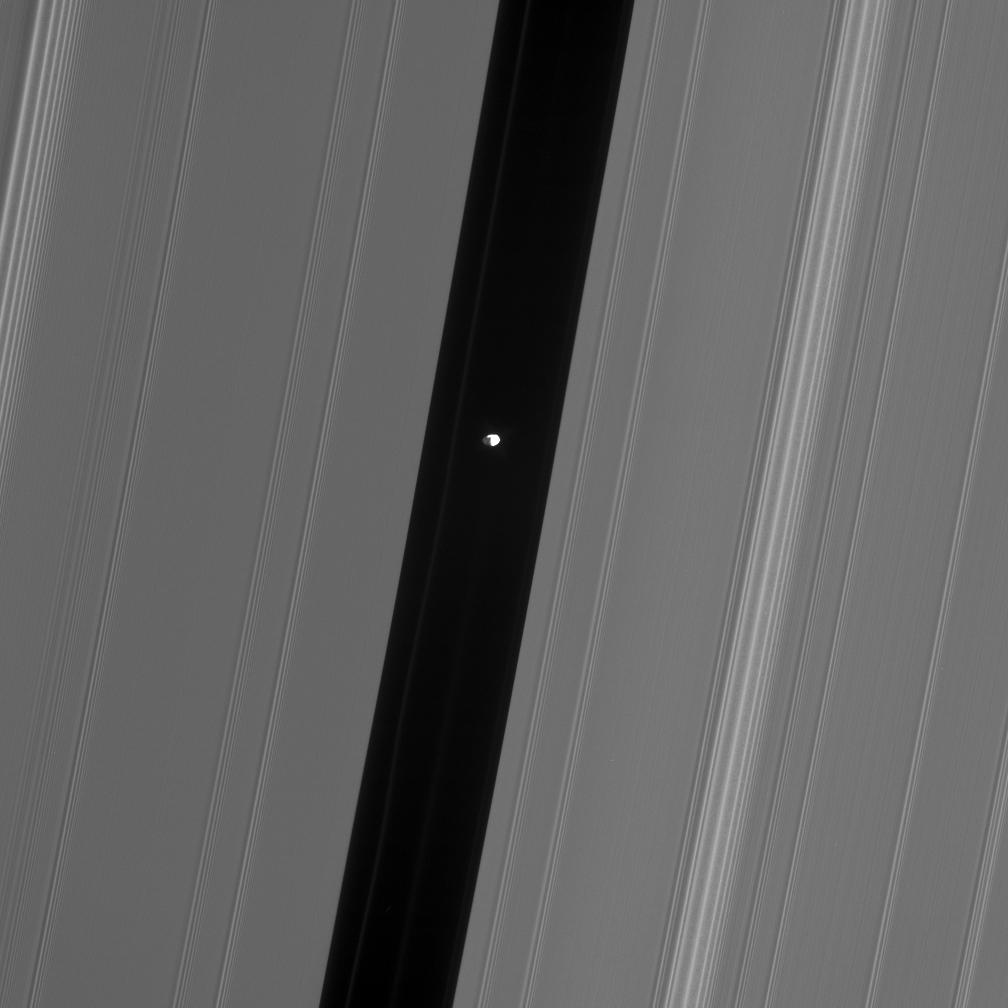
Pan im reflektierten Licht von Saturn

### Oberfläche
Pan weist eine hohe Albedo von 0,5 auf, was bedeutet, dass er eine helle Oberfläche besitzt, die 50 % des eingestrahlten Sonnenlichts reflektiert. An seiner Oberfläche beträgt die Schwerebeschleunigung 0,002 m/s², dies entspricht etwa 0,2 ‰ der irdischen.

## Erforschung
Aufgrund der geringen Größe und scheinbaren Helligkeit von 19,4m sowie der großen Nähe zum Saturn und der Tatsache, dass er von diesem überstrahlt wird, ist Pan mit erdgebundenen Teleskopen kaum auszumachen.
Pan wurde bislang von drei Raumsonden besucht, namentlich von den Vorbeiflugsonden Voyager 1 am 12. November 1980 und Voyager 2 am 25. August 1981 sowie dem Saturn-Orbiter Cassini, der vom 1. Juli 2004 bis zum 15. September 2017 den Saturn umkreiste. Pan wurde von Cassini mehrmals ins Visier genommen, so dass seine Größe und Form sowie die orbitalen Parameter mittlerweile ziemlich genau bekannt sind.